# Henrietta Brown
Henrietta "Henri" Brown es un personaje ficticio de la serie de televisión australiana Home and Away, interpretada por la actriz Emma Leonard desde el 6 de febrero de 2012 hasta el 2 de mayo de 2012.

## Biografía
Henri apareció por primera vez en la bahía cuando Gina Austin la contrató para ser la maestra substituta de inglés en Summer Bay High. A su llegada revela que cuando era joven asistió a la escuela.
Inmediatamente se hace amiga de Bianca Scott y se reconecta con su exnovio Heath Braxton y comienzan a verse, poco después Henri y Heath están tomando unas cervezas cuando la novia de Heath, April Scott aparece y Henri se da cuenta de que ambos están saliendo. Cuando Henri marca una tarea y April no la hace, está le dice a su hermana Bianca que fue culpa de Heath, April molesta acusa a Henri de estar celosa de ella y Heath.
Poco después el hermano menor de Heath, Casey Braxton confía en Henri y le cuenta acerca del incidente que tuvo mientras estaba detenido en el correccional para menores. Después de que Heath tuviera una pelea con April va a casa de Henri y tienen relaciones, sin embargo Heath le pide a Henri que no le diga nada a April acerca de lo que pasó.
Poco después cuando Henri aparta un cuarto de hotel para ella y Heath, sin embargo April descubre la reserva y va creyendo que Heath lo reservó para él y ella, sin embargo Henri le dice la verdad acerca de su aventura tanto a April como a Bianca.
Cuando Casey descubre la aventura de Henri con su hermano la confronta, durante la discusión se besan y comienzan una relación en secreto. Sin embargo poco después Heaht descubre lo que está pasando entre ellos y confronta a Henri exigiéndole que se aleje de su hermano mientras esta se encontraba tomando un café con Gina quien queda horrorizada y la despide, más tarde cuando Darryl Braxton se entera amenaza a Henri para que se vaya de la bahía y esta lo hace, aunque luego Casey intenta hablar con ella, esta lo rechaza.